# Atemptats de Brussel·les de març de 2016
Els atemptats de Brussel·les de març de 2016 van ser una sèrie d'atemptats terroristes esdevinguts el 22 de març de 2016 a Bèlgica: dos a l'Aeroport de Brussel·les, a Zaventem, i un a Estació de Maelbeek/Maalbeek, a Brussel·les. En aquests atacs hi van morir 35 víctimes i 3 terroristes suïcides. Un quart atacant va fugir, mentre que 300 persones més van quedar ferides. En el transcurs de la investigació, es va trobar una altra bomba i un rifle d'assalt a l'aeroport, i en un apartament, quinze quilos de TATP. Estat Islàmic (EI) va declarar-se responsable dels atacs.
Aquest atemptat va ser l'atac terrorista més mortífer de la història de Bèlgica. El govern belga va delcarar tres dies de dol nacional.

## Antecedents
Bèlgica formava part de la intervenció militar internacional contra Estat Islàmic, organització de caràcter islamista. Paral·lelament, Bèlgica era el país europeu que comptava amb més ciutadans combatents entre les forces gihadistes, en proporció amb la seva població, estimant-se que 440 belgues havien marxat del país per combatre a Síria o Iraq el gener de 2015. A més, el deficient aparell de seguretat interna i la manca d'una agència d'intel·ligència competent, havíen convertit el país en un focus de reclutament de caràcter extremista i d'activitat terrorista.
Abans dels atemptats, molts atacs terroristes de caràcter islamista s'havien originat a Bèlgica, motiu pel qual s'hi havien desenvolupat diverses operacions contra-terroristes. El maig de 2014, un tirador amb llaços amb la Guerra civil siriana va assaltar el Museu Jueu de Bèlgica, a Brussel·les, matant 4 persones. El gener de 2015, en una operació policial contra un grup, que es considerava al darrere d'un atemptat com el de Charlie Hebdo, va incloure registres a Brussel·les i Zaventem. Aquestes operacions van acabar amb la mort de dos sospitosos. L'agost de 2015, un presumpte terrorista va disparar i apunyalar diversos passatgers en un tren d'alta velocitat que cobria la ruta Amsterdam-París via Brussel·les, abans de ser reduït pels mateixos passatgers.
A més, els perpetradors dels atemptats de París del novembre de 2015 estaven instal·lats a Molenbeek, quedant Brussel·les tancada durant cinc dies mentre la policia buscava més sospitosos. El 18 de març de 2016, Salah Abdeslam, sospitós de participar en aquests atacs a la capital francesa, va ser capturat per la policia belga en uns registres que van causar la mort d'un altre sospitós, així com ferides en altres dos. Com a mínim un altre sospitós va quedar en llibertat. En el transcurs de l'interrogatori, la policia va ensenyar a Abdeslam fotografies dels germans Bakraoui, que tres dies més tard participarien en els atemptats a l'aeroport i el metro de Brussel·les. Investigadors belgues consideren que l'arrest d'Abdeslam podria haver accelerat els atemptats de la capital belga. Segons el ministre de l'Interior Jan Jambon, que va parlar després dels atemptats, les autoritats sabien que s'estava preparant un atemptat a Europa, però van subestimar l'escala d'aquest atac.

## Atacs

### Aeroport

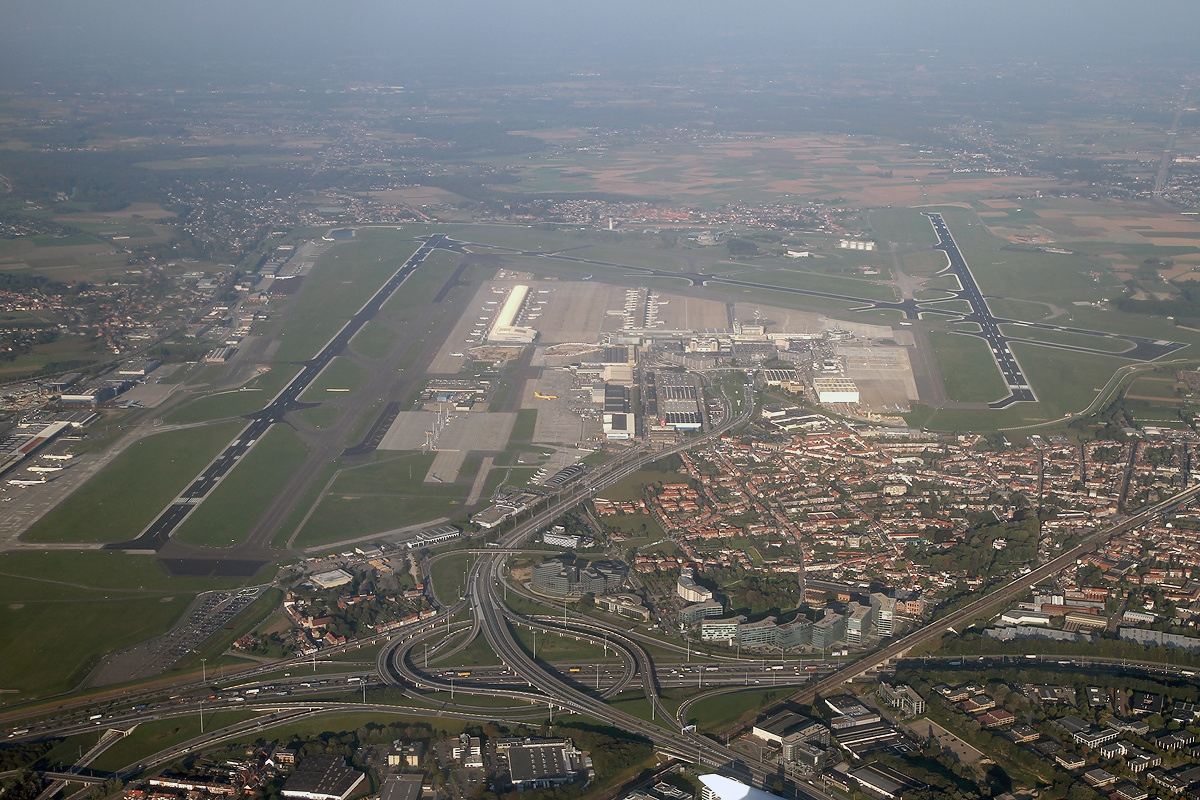
Vista aèria de l'aeroport

Dues explosions a l'aeroport de Brussel·les es van produir el 22 de març de l'any 2016 abans de les 8 del matí i van deixar almenys 13 morts i 35 ferits segons la Fiscalia belga. La ministra de Sanitat belga, Maggie De Block, va fer un nou recompte oficial amb 14 morts i 81 ferits a l'aeroport. La cadena francòfona TF1 va comunicar que es van trobat un rifle kalàixnikov i una tercera bomba que no hauria explotat al hall de l'aeroport.

### Metro

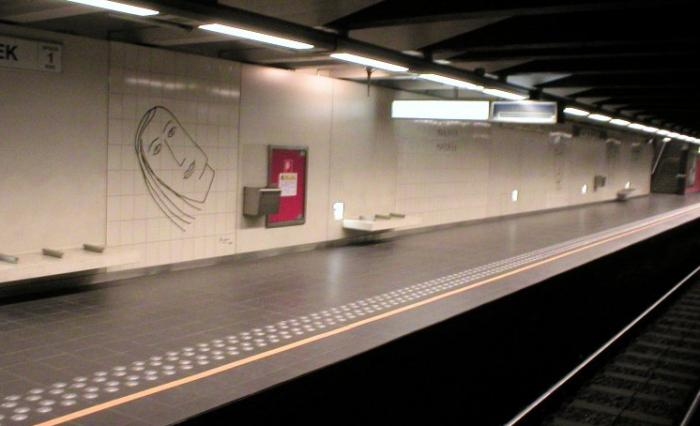
Estació de Maelbeek/Maalbeek

El mateix dia una explosió va tenir lloc a l'Estació de metro de Maelbeek/Maalbeek, al centre de la ciutat, a les 9.11 del matí. El metro de la ciutat va ser immediatament evacuat i tancat.  Tot el transport públic de la ciutat es va tancar com a conseqüència dels atacs. Segons el representant del transport belga en les explosions al metro hi van haver 14 morts i 55 ferits en el primer recompte.

## Reaccions

### A Bèlgica
El pla d'emergència es disparà a causa de la doble explosió de l'Aeroport de Brussel·les. A continuació, es va suspendre tot el trànsit aeri a l'aeroport i el nivell d'alerta terrorista va pujar al nivell 4 per a tota Bèlgica. Aquesta decisió va ser presa per la OCAM, l'Òrgan de Coordinació per a l'anàlisi de l'amenaça.
A l'altre aeroport de la capital comunitària, el de Charleroi, s'hi va organitzar un gabinet de crisi per estudiar de quina manera reorganitzar el tràfic aeri. Els vols es van redirigir cap a altres aeroports, entre els quals hi ha l'Aeroport de Brussel·les Sud, l'Aeroport Internacional d'Anvers i l'Aeroport Internacional d'Oostende-Bruges i l'Aeroport de Lieja.
L'edifici Berlaymont, que es troba a prop, i les cases de la seu de la Comissió europea es van clausurar.
Després dels segons atacs, es va tancar tot el transport públic a la capital belga. Es van evacuar i tancar diverses estacions, i es van suspendre tots els trens de l'Eurostar cap a l'Estació de Brussel·les Midi. Tots els trens de París a Brussel·les també es van cancel·lar.

### Internacionals
- Israel: Un cop anunciada la notícia, Israel va prohibir temporalment els vols provinents d'Europa. La prohibició s'estén des de les 10.30 fins a la mitjanit hora local, i no va afectar els vols que sortien d'Israel.[35]
- Espanya: en una compareixença del Ministre d'Afers Exteriors i de Cooperació, José Manuel García-Margallo va responsabilizar Estat Islàmic pels atemptats.[36]
- Regne Unit: el primer ministre David Cameron es trobarà amb el comitè d'emergència del govern britànic (COBRA) per discutir la situació.[37] També es va incrementar la seguretat a l'Aeroport de Gatwick.[31]
- Europa: les borses europees van registrar fortes pèrdues després dels atemptats.[38]
- França: François Hollande comparegué i mostrà el seu suport al govern belga.[39]
- Estats Units: John Kirby del Departament d'Estat va dir que "els Estats Units està amb la gent de Bèlgica. Estem disposats a donar suport a la investigació segons el cas."[40]